# エリアス・バルボサ・デ・ソウザ
エリアス・バルボサ・デ・ソウザ（Elierce Barbosa de Souza、1988年3月8日 - ）は、ブラジル・ゴイアス州ポッセ出身のプロサッカー選手。ポジションはミッドフィールダー。元建設作業員。アメリカFC所属。

## 経歴
地元クラブのセイランジアECでプロキャリアをスタート。ブラジリアFC、ECドン・ペドロ・バンデイランテといったクラブを転々とした。
しかし満足に食事がとれないほど生活は苦しく、一度サッカー選手をやめ故郷のポッセで建設作業員として働いた。2008年チームに復帰、そしてカンピオナート・ブラジリエンセでの活躍が認められ、SEパルメイラスに移籍した。
移籍当初はBチームでプレーしていたが、ここでも目立った働きをしたためトップチームへ昇格した。
2016年、クルゼイロECからセレッソ大阪に期限付き移籍。4月3日のジェフユナイテッド千葉戦で移籍後初ゴールを含む2ゴールを決めるなど、レギュラーシーズンは39試合に出場し8ゴール、プレーオフでも山口蛍とのダブルボランチで獅子奮闘の活躍を見せ、セレッソ大阪のJ1復帰に貢献すると、同年12月30日、クルゼイロECから移籍金100万ドルで完全移籍加入することが発表された。
2017年、6月4日のアルビレックス新潟戦で決めたゴール はJ1初ゴールとなった。同年、ルヴァンカップ決勝の川崎フロンターレ戦では、ロスタイムにチームの勝利を決定的なものとする2点目のゴールを冷静に決めるなどのプレーで、セレッソ大阪のJリーグ初タイトル制覇に貢献した。2018年1月1日に行われた天皇杯決勝では延長後半に入り、負傷交代したが、セレッソの天皇杯制覇に貢献した。
2018年、前年のカウンターサッカーで後半は守備で耐えるサッカーから、ボール保持を目指す戦術に変わったため出場機会が減った。しかし、出場した試合では持ち前の長距離からのシュートでゴールを複数回記録するなど活躍をみせた。
2019年、監督交代に伴う戦術の変更で出場機会を減らした。しかし、レアンドロ・デサバトの代役で9月のリーグ戦でガンバ大阪との大阪ダービーに出場。久々の出場だったが自身の特徴を存分に発揮して3-1の勝利に貢献。カップ戦ではハーフウェイライン付近からの超ロングシュートを決めるなど、持ち前のシュート力は健在だった。最終節、大分トリニータ戦でプレーしフリーキックでゴールを決めたが、その試合を最後に、2020年1月15日、アル・イテファクへ完全移籍により加入すると発表された。セレッソ大阪ではカップ戦含め公式戦139試合出場27ゴール23アシストを記録した。
2021年、アル・イテファクで主力として活躍、リーグ戦18試合に出場し3ゴール4アシストだった。退団するまでリーグ戦ほぼ全試合で先発出場だった。
2021-2022シーズン、ホール・ファカンに加入。ここでも主力として活躍し、得点面ではリーグ戦12試合出場2得点4アシストだった。
2022-2023シーズン、ナウチコに10年振りに復帰した。
23-24シーズン、リーグ戦17試合出場で4得点。
2024年1月、リーグ1部で最下位に沈むアメリカFCに加入した。

## プレースタイル
強力なミドルシュートやサイドチェンジが得意な攻撃的ボランチ。また、フリーキックを蹴ることも多く、2019年3月17日の浦和レッドダイヤモンズ戦では、試合前から西川周作がソウザのキックを警戒していたにもかかわらず、直接FKから得点を挙げた。
守備面ではボール奪取を得意としているが、自由に動き回る事を好み、持ち場を離れる癖があるボランチのため、セレッソ大阪在籍時の2019年度はポジショニング的優位を志向するロティーナ監督とうまくいかず、アル・イテファクからオファーを受けて、チームを離れることを決断した。

## 個人成績
| 国内大会個人成績 | 国内大会個人成績 | 国内大会個人成績 | 国内大会個人成績 | 国内大会個人成績             | 国内大会個人成績           | 国内大会個人成績 | 国内大会個人成績 | 国内大会個人成績 | 国内大会個人成績 | 国内大会個人成績 | 国内大会個人成績 |
| 年度             | クラブ           | 背番号           | リーグ           | リーグ戦                     | リーグ戦                   | リーグ杯         | リーグ杯         | オープン杯       | オープン杯       | 期間通算         | 期間通算         |
| 年度             | クラブ           | 背番号           | リーグ           | 出場                         | 得点                       | 出場             | 得点             | 出場             | 得点             | 出場             | 得点             |
| ブラジル         | ブラジル         | ブラジル         | ブラジル         | リーグ戦                     | リーグ戦                   | ブラジル杯       | ブラジル杯       | オープン杯       | オープン杯       | 期間通算         | 期間通算         |
| ---------------- | ---------------- | ---------------- | ---------------- | ---------------------------- | -------------------------- | ---------------- | ---------------- | ---------------- | ---------------- | ---------------- | ---------------- |
| 2007             | セイランジア     |                  | セリエC          |                              |                            |                  |                  | -                | -                |                  |                  |
| 2007             | ブラジリア       |                  | DF区選手権       |                              |                            |                  |                  | -                | -                |                  |                  |
| 2008             | ドン・ペドロ     |                  | DF区選手権       |                              |                            |                  |                  | -                | -                |                  |                  |
| 2008             | パルメイラスB    |                  | SP州選手権       |                              |                            |                  |                  | -                | -                |                  |                  |
| 2009             | パルメイラスB    |                  | SP州選手権       |                              |                            |                  |                  | -                | -                |                  |                  |
| 2009             | パルメイラス     |                  | セリエA          | 29                           | 0                          |                  |                  | -                | -                |                  |                  |
| 2010             | パルメイラス     | 38               | セリエA          | 2                            | 0                          | 3                | 0                | -                | -                |                  |                  |
| 2010             | ポンチ・プレッタ |                  | セリエB          | 28                           | 4                          |                  |                  | -                | -                |                  |                  |
| 2011             | サンカエターノ   |                  | セリエB          | 33                           | 5                          |                  |                  | -                | -                |                  |                  |
| 2012             | ナウチコ         | 5                | セリエA          | 35                           | 7                          |                  |                  | -                | -                |                  |                  |
| 2013             | パルメイラス     |                  | SP州選手権       | 10                           | 1                          |                  |                  | -                | -                |                  |                  |
| 2013             | クルゼイロ       | 78               | セリエA          | 13                           | 2                          | 2                | 0                | -                | -                |                  |                  |
| 2014             | クルゼイロ       | 5                | セリエA          | 5                            | 1                          |                  |                  | -                | -                |                  |                  |
| 2014             | サントス         | 35               | セリエA          | 18                           | 0                          | 1                | 0                | -                | -                |                  |                  |
| 2015             | バイーア         | 8                | セリエB          | 27                           | 3                          | 4                | 1                | -                | -                |                  |                  |
| 日本             | 日本             | 日本             | 日本             | リーグ戦                     | リーグ戦                   | リーグ杯         | リーグ杯         | 天皇杯           | 天皇杯           | 期間通算         | 期間通算         |
| 2016             | C大阪            | 6                | J2               | 39                           | 8                          | -                | -                | 3                | 2                | 42               | 10               |
| 2017             | C大阪            | 6                | J1               | 33                           | 4                          | 5                | 1                | 3                | 1                | 41               | 6                |
| 2018             | C大阪            | 11               | J1               | 22                           | 4                          | 2                | 1                | 2                | 0                | 26               | 5                |
| 2019             | C大阪            | 11               | J1               | 19                           | 3                          | 3                | 2                | 2                | 1                | 24               | 6                |
| サウジアラビア   | サウジアラビア   | サウジアラビア   | サウジアラビア   | リーグ戦                     | リーグ戦                   | リーグ杯         | リーグ杯         | オープン杯       | オープン杯       | 期間通算         | 期間通算         |
| 2020             | イテファク       | 80               | プロ             |                              |                            |                  |                  |                  |                  |                  |                  |
| 通算             | ブラジル         | ブラジル         | セリエA          | 102                          | 10\|\|\|\|\|\|\|\|\|\|\|\| |                  |                  |                  |                  |                  |                  |
| 通算             | ブラジル         | ブラジル         | セリエB          | 88                           | 12\|\|\|\|\|\|\|\|\|\|\|\| |                  |                  |                  |                  |                  |                  |
| 通算             | ブラジル         | ブラジル         | セリエC          | \|\|\|\|\|\|\|\|\|\|\|\|\|\| |                            |                  |                  |                  |                  |                  |                  |
| 通算             | ブラジル         | ブラジル         | DF区選手権       | \|\|\|\|\|\|\|\|\|\|\|\|\|\| |                            |                  |                  |                  |                  |                  |                  |
| 通算             | ブラジル         | ブラジル         | SP州選手権       | \|\|\|\|\|\|\|\|\|\|\|\|\|\| |                            |                  |                  |                  |                  |                  |                  |
| 通算             | 日本             | 日本             | J1               | 74                           | 11                         | 10               | 4                | 7                | 2                | 91               | 17               |
| 通算             | 日本             | 日本             | J2               | 39                           | 8                          | -                | -                | 3                | 2                | 42               | 10               |
| 通算             | サウジアラビア   | サウジアラビア   | プロ             | \|\|\|\|\|\|\|\|\|\|\|\|\|\| |                            |                  |                  |                  |                  |                  |                  |
| 総通算           | 総通算           | 総通算           | 総通算           | \|\|\|\|\|\|\|\|\|\|\|\|\|\| |                            |                  |                  |                  |                  |                  |                  |

その他公式戦
- 2016年
  - J1昇格プレーオフ 2試合0得点

| 国際大会個人成績 | 国際大会個人成績 | 国際大会個人成績 | 国際大会個人成績 | 国際大会個人成績 |
| 年度             | クラブ           | 背番号           | 出場             | 得点             |
| CONMEBOL         | CONMEBOL         | CONMEBOL         | スダメリカーナ杯 | スダメリカーナ杯 |
| ---------------- | ---------------- | ---------------- | ---------------- | ---------------- |
| 2009             | パルメイラス     |                  | 5                | 0                |
| 2013             | パルメイラス     |                  | 7                | 1                |
| 2014             | クルゼイロ       | 5                | 3                | 0                |
| AFC              | AFC              | AFC              | ACL              | ACL              |
| 2018             | C大阪            | 11               | 3                | 0                |
| 通算             | CONMEBOL         | CONMEBOL         | 10               | 1                |
| 通算             | AFC              | AFC              | 3                | 0                |

## タイトル

### クラブ
クルゼイロEC
- カンピオナート・ブラジレイロ・セリエA：2回 (2013, 2014)
- カンピオナート・ミネイロ：1回 (2014)

ECバイーア
- カンピオナート・バイアーノ：1回 (2015)

セレッソ大阪
- Jリーグカップ：1回（2017年）
- 天皇杯：1回（2017年）
- FUJI XEROX SUPER CUP：1回（2018年）

### 個人
- Jリーグ・優秀選手賞：1回（2017年）